# 大阪府道35号堺富田林線
大阪府道35号堺富田林線（おおさかふどう35ごう さかいとんだばやしせん）は、大阪府堺市堺区から富田林市に至る主要地方道（府道）である。

## 概要
- 堺市堺区から堺市東区日置荘西町（初芝）までは南海高野線と並走。
- 堺市美原区（旧・南河内郡美原町）舟渡南から東側は国道309号との重複区間だったが、1993年（平成5年）4月1日に国道309号が富田林バイパス経由に一本化されたことで本路線の単独区間となった。

### 路線データ
- 起点：大阪府堺市堺区向陵東町（向陵中町交差点、大阪府道2号大阪中央環状線・大阪府道31号堺羽曳野線交点）
- 終点：大阪府富田林市常盤町（常盤町交差点、国道170号旧道（旧外）・大阪府道20号枚方富田林泉佐野線交点）

## 歴史
- 1954年（昭和29年）
  - 1月20日 - 建設省（現・国土交通省）が主要地方道堺富田林線を指定[1]。
  - 6月10日 - 大阪府が路線認定。
- 1969年（昭和44年）12月4日 - 美原町舟渡北～富田林市間が一般国道309号との重複区間に。
- 1993年（平成5年）
  - 4月1日 - 一般国道309号が富田林バイパス経由に一本化されたことに伴い、旧道が本路線の単独区間に。
  - 5月11日 - 建設省から、主要府道堺富田林線が堺富田林線として主要地方道に再指定される[2]。
- 2006年（平成18年）4月1日 - 堺市の政令指定都市昇格に伴い堺市域の管理が鳳土木事務所（美原区域は富田林土木事務所）から堺市へ移管。

## 路線状況

### 重複区間
- 国道309号（堺市・舟渡北交差点 - 平尾小学校西交差点）、大阪府道32号美原太子線（堺市・舟渡東交差点 - 平尾交差点）

## 交通量
平日24時間交通量（台）（上下合計）

| 地点                  | 平成17年度 （2005年度） | 平成22年度（2010年度） | 平成22年度（2010年度） | 備考 |
| --------------------- | ----------------------- | ---------------------- | ---------------------- | ---- |
| 地点                  | 平成17年度 （2005年度） | 台数                   | 混雑度                 | 備考 |
| 堺市北区中百舌鳥町1丁 | 16,547                  | 13,287                 | 1.33                   |      |
| 堺市北区金岡町        | 16,547                  | 15,067                 | 1.27                   |      |
| 堺市東区野尻町        | 16,547                  | 13,681                 | 1.17                   |      |
| 堺市美原区黒山        | 16,547                  | 7,868                  | 0.86                   |      |
| 富田林市新堂          | 26,232                  | 16,922                 | 1.51                   |      |

## 地理

### 通過する自治体
- 堺市（堺区 - 北区 - 東区 - 美原区）
- 富田林市

### 交差する道路
| 交差する道路                                            | 交差する場所 | 交差する場所 | 交差する場所      | 備考                                             |
| ------------------------------------------------------- | ------------ | ------------ | ----------------- | ------------------------------------------------ |
| 大阪府道2号大阪中央環状線・大阪府道31号堺羽曳野線       | 堺市         | 堺区         | 向陵中町          |                                                  |
| 大阪府道28号大阪高石線（旧道）                          | 堺市         | 堺区         | 向陵町東          |                                                  |
| 大阪府道28号大阪高石線（新道。ときはま線）              | 堺市         | 北区         | 中百舌鳥町3丁     |                                                  |
| 大阪府道192号我堂金岡線                                 | 堺市         | 北区         | 金田新田          |                                                  |
| 大阪府道190号西藤井寺線                                 | 堺市         | 東区         | 初芝駅前          |                                                  |
| 大阪府道199号西鳳東線                                   | 堺市         | 東区         | （日置荘西町2丁） |                                                  |
| 大阪府道36号泉大津美原線（バイパス）                    | 堺市         | 美原区       | 北余部西          |                                                  |
| 大阪府道26号大阪狭山線                                  | 堺市         | 美原区       | 北余部            |                                                  |
| 国道309号                                               | 堺市         | 美原区       | 舟渡北            | ※ここから舟渡南・平尾小学校西まで国道309号と重複 |
| 国道309号 大阪府道198号河内長野美原線                   | 堺市         | 美原区       | 舟渡南            |                                                  |
| 国道309号                                               | 堺市         | 美原区       | 平尾小学校西      |                                                  |
| 大阪府道36号泉大津美原線・大阪府道210号平尾鳳停車場線   | 堺市         | 美原区       | 平尾              |                                                  |
| 国道170号〈大阪外環状線〉                               | 富田林市     | 富田林市     | 昭和町2丁目       |                                                  |
| 国道170号（旧道＝旧外）・大阪府道20号枚方富田林泉佐野線 | 富田林市     | 富田林市     | 常盤町            |                                                  |

※ 交差する場所の括弧書きは地名、それ以外は交差点名で表示

### 沿線にある施設など
- 堺市立堺高等学校
- 向陵公園
- 大阪市高速電気軌道 中百舌鳥検車場
- 堺商工会議所･堺市産業振興センター
- 南海高野線・泉北線・地下鉄御堂筋線中百舌鳥駅
- 堺市立金岡南小学校
- ダイキン工業 堺製作所 金岡工場
- 堺市立日置荘小学校
- 堺市立日置荘中学校
- 黒山警察署 余部交番
- 大阪府立農芸高等学校
- 堺市立黒山小学校
- 美原黒山郵便局
- 舟渡池
  - 舟渡池公園
- 大阪府立美原高等学校
- 堺市立平尾小学校
- 黒山警察署 平尾交番
- 木材団地
- 光丘カントリー倶楽部･聖丘カントリー倶楽部
- パーフェクト リバティー教団本部